# 新庄剛志
新庄剛志（日语：／ Shinjō Tsuyoshi，1972年1月28日—），日本棒球運動員，生於長崎縣下縣郡美津島町（現：對馬市），在福岡縣福岡市南區長大，為職棒總教練、前職棒運動員（外野手，内野手 ，右投右打）。另外還是藝人、商人、畫家、 YouTuber，也是日本地方賽馬協會馬主。2007年曾獲日本政府頒贈紺綬褒章 。前妻為藝人大河內志保。從2022年賽季开始，擔任北海道日本火腿鬥士的總教練，並曾在該賽季將自己的登錄名改為“BIG BOSS” 。

## 簡介
除了在日本職棒打了14年棒球，他還在大聯盟打了3年。職業生涯中，由於其出人意料的打擊和雷射肩的守備，斬獲非凡人氣。 
1993年初次打第4棒時是21歲8個月3天，為阪神虎球隊最年輕紀錄(直至2020年賽末) 。 2001年他成為日本第一位大聯盟野手，2002年他成為第一位參加世界大赛的日本球員  。2004年開始，在北海道日本火腿鬥士時期的登錄名是“ SHINJO ”，這是日職史上第一次使用拼音表示法 。
他一共獲得了10次金手套獎。 
綽號包括“PRINCE”、和“BIG BOSS”。由於他令人印象深刻的打法、言行舉止  ，也被稱為“比起紀錄更令人難忘的球员”。
2006年退役後，他移居到印尼巴厘岛。2019年，他宣布以再次成為職棒球員為目標，由於退休時採取自願退役的程序，在同年11月27日才被日職宣告為自由球員

## 經歷

### 阪神時期
第1年(1990年)在二軍度過，也因為腰痛的影響，出場36場、打擊率0.074（安打2支），全壘打還有打點都沒有。開賽守備位置為中外野手，賽季中自願並轉為内野手中的遊撃手。9月開始到11月被派遣至美國佛羅里達州萊克蘭的秋季教育聯盟。
1991年直到入秋也在二軍度過，生涯唯一一次達到二軍的規定打席，並留下打擊率0.246、全壘打9支、打點39分的紀錄。接著，被一軍監督的中村勝広等球隊高層看上，於9月9日登錄一軍。翌日，在東京巨蛋與巨人戰中9局上代打上場，為日職初登場，並在第一打席就從香田勲男手中打出首安首打點。9月16日，在廣島市民球場(初代)與廣島東洋鯉魚一戰中第一次先發，為第七棒遊撃手。

#### 龜新狂熱
1992年開始，守備位置改登錄為内野手。被選為預定於3月在歐洲舉辦的巴塞隆納奧運棒球賽對古巴戰的代表，但因古巴方面不便出賽就此作罷。賽季開幕從二軍開始，雖被移出一軍登錄名單，但因為出現傷退者，作為特例在4月替補嶋田章弘出賽。新庄抓緊5月一軍主砲三壘手的湯瑪斯·歐馬利傷退的機會，緊急練習三壘守備昇格，於26日的橫濱海灣星隊戰（阪神甲子園球場）中作為第7棒・三壘手在此年度初出場。第1打席就從有働克也的第一球敲出左外野方向的日職第一支全壘打，而且還成了勝利打點，第一次上英雄台受訪。新庄也以這第一支全壘打為開端，在2天後，在有初代「Mr.Tigers」之稱的藤村富美男忌日，於晚場敲出勝利打點，也是初次猛打賞，從賽季初登場開始連續12場敲出安打，甚至得點圈打擊率有保持在百分百的期間因為其活躍的表現，開始出現期待成為下一代的Mr.Tigers的媒體報導。於是乎新庄就此穩健在一軍出賽，「（老虎的）PRINCE」的暱稱也聲名遠播。這一年的棒次主要在第5 - 7棒。守備從遊撃手開始，直到7月4日一軍第一次守中外野手，就此固定守位（NPB生涯中，正式比賽的外野守備都是中外野）。在7月17日日本職棒全明星賽（東京巨蛋）中以遊撃手出場。9月16日，爭奪優勝的最高潮對廣島戰（甲子園）中兩隊都無得分，在8局上二出局滿壘的守備機會中，山崎隆造擊出右中間的飛球，新庄從中外野極力奔跑以滑接度過千鈞一髮危機，就這樣以0-0的局面迎接9局下反攻，從大野豊手中敲出初次再見全壘打。比賽後英雄台訪問中，新庄宣言「要優勝了！」。
阪神前一年戰績低迷，但這年卻能到最終戰的前一場比賽還在爭奪聯盟優勝（最終排名為第2）。之所以有這樣的大躍進，是因為新庄與亀山努組成右中外野守備搭檔活躍場上，所以將龜山、新庄的第一個字取出稱為「龜新狂熱」。。當時投遞給住宿在球隊宿舍・虎風荘（甲子園球場隔壁）的新庄粉絲函1天份就有1個紙箱的數量。此外，報導指出在宿舍與新庄常到之處有每天必到的年輕女粉絲「新庄GIRL」，因為宿舍前混亂造成無法從球場回去狀況之時，梅本正之宿舍長等人會實施讓新庄到旅館短暫住宿的對策。這個賽季留下打擊率0.278、全壘打11支的紀錄，但略少於規定打席而未達標，記者投票選定的新人王也差同隊的久慈照嘉5票，成了第二名。在11月的美國職棒大聯盟美日明星賽初登場與羅傑·克萊門斯對戰也以無安打告終。隔年(1993年)的年薪從520萬日圓上升為2200萬日圓，323%的漲幅為當時球隊歷代最高（金額・漲幅為推測）。
1993年開始背號變更為「5」。春訓開始再次自薦移守遊撃，但春訓中就不幹了，因2月下旬的開幕戰滑行時導致左肩受傷。賽季初登場要到5月中旬，以中外野手的身分，除2棒和7棒以外都有出場紀錄。10月1日，在甲子園的對中日龍戰中初次在日職先發打第4棒。21歲8個月3天為球隊最年輕紀錄（至2020年賽末）。在這年第一次達到規定打席，也第一次達成賽季100安打（高中畢業第4年達成為選秀制度舉行以後球隊史上第3人），留下打擊率0.257，與歐馬利並列球隊最多23支全壘打的紀錄，初次獲選最佳九人。守備也以聯盟外野手最多13助殺（生涯最多）留下紀錄，初次獲選金手套獎。
1994年開始登錄回外野手（之後便停止毛遂自薦）。以第1棒中外野手開幕，之後曾打過第6棒、7棒、3棒。在新庄自己的後援会「新庄会」成立紀念的「新庄晚場比賽」的5月13日對養樂多燕子戰（甲子園）中，從高津臣吾手中敲出日職第一次再見滿貫全壘打。7月第一次被選上日本職棒全明星賽，粉絲投票為中央聯盟最多票，第1戰在西武獅球場代跑初登場，明星賽中留下第一次盜壘的紀錄。這年與石嶺和彦並肩球隊最多17支全壘打與球隊最多205壘打數。守備方面留下聯盟外野手最多289刺殺（生涯最多）的記錄，並獲得金手套獎。
1995年中村總教練賽季途中休息，由藤田平代理，主要讓新庄打第6、7棒中外野手。當年回歸球隊的山内一弘打撃教練嘗試改造打撃動作，但新庄無法理解山内的打撃理論，反而造成打撃成績大幅下滑。
全壘打球擊中應援旗判定為二壘安打
6月20日對橫濱海灣星隊戰（橫濱球場）中，要追1分差，而9局上以首名打者身分從佐佐木主浩手裡擊出打到左外全壘打牆最上緣的高飛球，捲入觀眾揮舞的應援旗（上有新庄名）落到球場內。接著送向内野，期間新庄已經抵達三壘。對於這種事態，裁判團最終討論結果為遵照棒球規則3.16（妨礙時起即為死球。），判定為二壘安打。因為若沒有阻礙會不會過牆很難說，阪神向抗議後裁判説明判定是場内，而後從左外野觀眾席扔出大量加油棒與垃圾，甚至連太鼓、垃圾桶等也丟進場內，也發展成有人侵入球場的事態，出場選手一時間還清空板凳。球賽中斷後，比賽就這樣輸了。關於這件事新庄在2年後訪問中說道「因為是全心全力應援所以沒辦法」。之後在北海道日本火腿時期，2004年4月在東京巨蛋也擊出了高飛球，被右外野觀眾席最前列的觀眾接到時，同樣判定是二壘安打（參照「幻の本塁打一覧」）。
這年新庄右足關節扭傷、右膝有撞傷等傷勢，所以從選手登錄名單中移除多次，無法達到規定打席，從這年開始打擊率連續4年都無法突破2成4。

#### 引退宣言風暴
1995年休賽季的11月19日，換約後發布會上突然說道「對棒球的感覺可以斷定已經沒了」，宣布要現役引退。在這休賽季中真正的引退理由水落石出，是為了洩恨，新庄專注療傷時被藤田平新監督叫去四國黒潮聯盟出賽，又因為尊崇的柏原純一打撃教練離隊，對球隊產生不信任感，也拒絕了橫濱DeNA的交易。為了讓新庄撤回引退宣言，中央聯盟會長川島廣守與球探渡邊省三（參照後述）等人也前往說服，在宣言之後新庄從母親那聽到父親病情惡化的消息，最終為了鼓舞父親而決議續打棒球。在21日撤回宣言換約後的發布會說明謝罪「我想讓父親看我穿著球衣的樣子才是最好的藥。我的人生怎樣都好，但是生命是無可取代的」。新庄向球隊提出引退申請時，從福岡的地方後援會「福岡剛虎會」得知手續確實已經辦了。另外關於引退宣言時說的「沒有感覺」，新庄著書寫道原因「1995年賽季，因為腳踝受傷下二軍的練習日中，對於自己從受傷的嚴重程度判斷趕時間不去球場而是去訓練室的行為，當時二軍監督藤田單方面苛責遲到，還處罰要正座。以此事為契機，就覺得與藤田在棒球觀念上合不來。但是辭職理由又不想怪罪給別人，所以把理由歸為『沒有感覺』，畢竟打撃成績也不好，我想某種程度上大家應該能接受」（參照「藤田平#引退後」）。由這陣風暴的時候開始，以職棒第1年在美國教育聯盟的經驗為契機，增強了想移籍至MLB的想法（在風暴以前就已向球隊傳達意願）。作為宣言引退的其他理由，後年的採訪自白「有想要像引退的野茂英雄先生那樣挑戰大聯盟的心情」。不過隔年1996年，年薪為進職棒以來第一次減薪。
1996年開幕直到5月下旬都打第一棒中外野手，之後的棒次到9月上旬主要都是第6、7棒，而後藤田監督中途休養，由柴田猛代理並被起用為第4棒。4月中旬達成第一次連續4場全壘打，在29日開始的對横濱3連戰的第1、3兩戰都是第一局第一棒打全壘打（第1戰為第一次以第一位打者身分擊出全壘打）。10月9日賽季最終戰（對中日・甲子園）於1局下，以第4棒打者身分與第9棒（代打）的塩谷和彦一同從金森隆浩手中敲出滿貫全壘打，一支球隊在一場比賽擊出2支滿貫全壘打為NPB史上第一次。賽季打擊率0.238、全壘打19支，也留下了保送55次、上壘率0.335的記錄。獲得金手套獎。休賽季派遣去夏威夷冬季聯盟希洛之星球隊，所屬的特雷·希爾曼總教練，亦擔當了之後新庄在日本火腿隊時的總教練，而在紐約大都會時期（2001年）的隊友Benny Peter Agbayani也是這隊球員。新庄在1996年希望移籍至橫濱DeNA，雖私下已和畠山準進行交易討論，不過因藤田平監督中途被解雇，此件事就此不了了之。
1997年新監督為吉田義男，直到5月下旬都讓新庄打3棒中外野手，之後的棒次順序為第1棒、7棒、6棒、5棒。
抵制應援
7月日本職棒全明星賽被票選為外野手部門第2名，但賽季打擊率只有2成1，第1戰（大阪巨蛋）輪到新庄的打席時中央聯盟應援團抵制應援，有一部分的觀眾還發起「新庄滾回去」的口號。雖說也有自主應援的人，但因為有人把寶特瓶、加油棒扔進球場所以比賽中斷，觀眾席還出現寫著「新庄剛志 這樣的成績不要出場 要知恥」的橫條幅。有關這件事，新庄在後年的現役引退發布會中說道「那時的受到衝擊的心情至今仍忘不了。（雖然自己要引退了）但選手也是全心全力在打球的，就算狀況不好也希望能夠應援。」。
這年的正式比賽也受到了抵制應援的影響，與一起組成中心打者的桧山進次郎一起量產被三振數（生涯最多120次三振）。生涯唯一一次全賽季每場比賽都有出場，全壘打20支，已4年不見超過20支。守備為聯盟外野手最多13助殺（生涯最多）而拿下金手套獎。休賽季參加TBS電視台節目『運動No.1決定戰』，於巨大跳箱項目挑戰時左膝強碰負傷。剩下的競技項目棄權，之後金手套獎頒獎典禮處於站著都難受的狀態。
1998年以第6棒中外野手開幕，之後的棒次為第7、8棒，主要為後段棒次。這年的開幕戰雖拿到中央聯盟大獎，但本賽季陷入極度的打撃低潮，開幕後離生涯通算第100支全壘打只剩3支，但直到7月才擊出賽季第1支全壘打。10月8日在甲子園對横濱戰的決定聯盟優勝比賽中，最後一局兩出局時被佐佐木主浩三振出局(揮空棒)，成為最後的打者。賽季打擊率0.222（為聯盟規定打席到達者最低）、全壘打6支、打點27分，不管各項數據都是規定打席到達年度的生涯最低。守備則是留下外野手最多12助殺的記錄，獲得金手套獎。隔年(1999年)的年薪為進職棒以來第2度目減薪。
投手挑戰
秋季訓練石由新監督野村克也提案，目標以投手為主，兼職外野手（二刀流）的練習開始。隔年(1999年)開幕戰中登板2場，但因左膝痛放棄挑戰投手。
之後，新庄說過他曾對野村克也監督撒謊，說當投手簡單就能壓制對方太無聊，所以才不投。
1999年，由於前述的傷痛，賽季初登場在4月中旬，但也抱著左大腿痛的傷病打完賽季。1990年代後半直到現役引退，幾乎都抱著腳、腰、右腹直肌等處傷病。雖多以第3棒中外野手出場，但這年棒次常在第4棒、6棒、8棒激烈變動。5月27日，龍頭爭奪的對中日戰（富山市民球場）中，被三殺（無人出局一傳二壘傳三壘的滾地球），守備則是滿壘時漏接中前安打，這是個失3分的失誤。之後要追7分，不但拿到球隊第1分得分還擊出2分全壘打，另外還在追到6-7的1分差局面時，在最後一局攻撃時從宣銅烈手中纏鬥9球擊出中前安打，造就一支安打就能追平比數的局面。結果球隊落敗，新庄說道「因為我的錯球隊才輸球」。而不管好壞都很吸睛的這場比賽，被與數週後把敬遠球再見安打的比賽（後述）一起被列為「新庄DAY」報導，當時這段新庄的代表性歷程被媒體大肆吹捧。

#### 把敬遠球再見安打
1999年6月12日，與巨人的龍頭爭奪戰（甲子園），在12局下同分一出局一、三壘有人的局面，將（投手：槙原寬己、捕手：光山英和）的敬遠球擊出再見安打。放掉了第一球外角很甜的壞球，新庄覺得「若是這樣的敬遠球打得到」，打了第2顆同樣球路的球，形成穿越三遊間落到左外野的安打。因敬遠球很甜，擊出的球比第一球更靠近三壘邊白線，因遊撃手靠近二壘壘包守備，新庄才瞄準擴大的三遊間空隙。巨人方隨後抗議「打擊時左腳應該踏回打擊區，這不是犯規嗎?」，不過裁判田中俊幸以「左腳腳踵還在打擊區的白線（腳收回來時踏上白線不會構成犯規）」退回申訴。新庄在此次行動的3天前對廣島戰被敬遠時，就覺得如果短打的話應該也能成事，提前和柏原純一打撃教練（現役時期有過將敬遠球打成全壘打的經驗）、尻無浜啓造餵球投手練習打偏差大的外角壞球。此外，也有通過野村監督、柏原根據情況實行的許可，在即將實行前才獲得暗號准許。另外，巨人方的這道敬遠策是因為可以實施滿壘策，畢竟在前幾局同分的局面中，只有頭號打者新庄出現三壘安打，而後續三棒都是平凡的出局。新庄的這次演出，在引退後2015年舉行的阪神球隊創設80周年特別企畫，其中對粉絲的網路問券「回憶的場景 BEST10」中票選為第6名。這場比賽之外，還有被領先後立刻在8局攻撃時擊出追平陽春砲，且留下6打數4安打2打點紀錄。12局時因代打用的内野手不足，職棒首次守備二壘手（還出現處理清原和博左邊滾地球的守備機會）。英雄台受訪時，對於最後訪問還回以宣言「明天也要贏球！」，就這樣下台離去結束訪問。但是隔日(13日)與同支球隊對戰敗戰。新庄本人也與昨晚表現判若兩人，被上原浩治連續3打席三振，最後以5打數無安打結束。雖在前一天晚上受訪時，宣言過想再一次擊出敬遠球，這天賽前也有練習打擊大幅度偏差的投球，但之後一段期間，敬遠新庄時會看到對方捕手在投手每次投球前比手勢，讓他投得更外面。
7月的日本職棒全明星賽第2戰（甲子園）中，從黑木知宏手中打出明星賽首安，也是中央聯盟通算第1000支安打。第3戰的兩聯盟制確立50周年記念比賽（倉敷運動公園棒球場）中，從岩本勉手中擊出明星賽第一支全壘打，為中央聯盟的全部2打點，初次獲得MVP（「參照新庄劇場#阪神時期」）。9月10日對巨人戰（甲子園）中打出決勝的全壘打，再次站上英雄台宣言「明天也要贏球！」，但是這次從隔日開始吃了12連敗（球隊歷代最多〈2016年賽末時間點〉）。這年因回歸球隊的恩師柏原打撃教練的指導，打撃成績從前年的低迷狀態恢復，打擊率回歸5年不見的2成5，擊出14支全壘打。5月時初次獲得單月MVP。這年與投手4冠王的巨人隊新人上原浩治的對戰紀錄為打擊率0.381（21打數）、3支全壘打，新庄將其低角度的速球以困難的姿勢打出全壘打與前述被連續三振等事受到媒體群的注目。直到5月後半都無雙殺打為球季罕見的第一次，雖然有三殺打（如前述），但球季結束總數21次卻為兩聯盟與生涯最多。這年也獲得金手套獎。隔年(2000年)年薪為阪神時期最高，推定為7800万日圓。休賽季左膝動了除去遊離軟骨的手術。
2000年受到手術的影響，春季訓練中是另外練別的菜單，不過賽季序盤就從傷兵復歸作為第4棒中外野手固定起用，也是生涯唯一一次扛開幕戰4棒先發。6月17日，新庄開設自己的官方網站「CLUB SHINJO」（舊網站）。7月20日在甲子園舉辦的對巨人戰中達成通算第1000場比賽出場。26日於故郷長崎縣的長崎縣營棒球場中的日本職棒全明星賽第3戰，從森慎二手中擊出左邊方向的場外全壘打。9月30日對廣島戰的9局下，從紀藤真琴手裡敲出右邊方向直擊觀眾席的再見全壘打（這是作為阪神選手打出的最後一支全壘打，包含例行賽，也是全NPB在20世紀最後的再見全壘打）。這年在6月新庄第2次連續4場比賽全壘打，9月則是有連續16場比賽安打的紀錄。勝利打點為球隊最多的13次，差1次就能更新自己紀錄，最多勝利打點的獎項就這樣飛了（特別獎）。賽季結束打擊率為0.278、142支安打、23支二壘安打、28支全壘打、85分打點（全壘打、打點為生涯最多。全壘打中「先制、追平、勝越、逆轉」的特殊全壘打為20支)，加上15次盗壘成為球隊六冠王，猛打賞也有10次，這年（三壘安打以外的）打撃成績全部都是球隊最多。榮獲最佳九人、金手套獎。休賽季時，在11月舉行的日美棒球賽出場打擊，留下打擊率0.409（22打數）的紀錄。

#### 表明要移籍MLB
2000年8月初次取得FA權，並在11月9日行使。報導指出横濱與養樂多等球隊有參與交涉。球季中阪神多次交渉慰留，由當年的好成績與其為人氣選手的價值來看，有其他球隊提供5年契約總額12億日圓（推定金額）的合約。
但是新庄的決意是交渉的阪神球隊人員預想不到的，由於一直以來都抱著想要移籍至MLB的願望，所以移籍到紐約大都會。契約内容為契約金30萬美金（換算為日圓為當時約3300萬）、年薪20萬美金（2200萬日圓，當時大聯盟選手最低保障額），最高年薪50萬美金（5500萬日圓）的3年契約。球季中大都會球探大慈彌功與GM補佐Omar Minaya也視察了比賽，不過大都會隊刻意不公開移籍交渉的事實。新庄與移籍到西雅圖水手的鈴木一朗外野手，同為日本人野手（投手以外）初次加入MLB球隊。12月11日締結契約後在移籍發表會中發言「終於找到適合自己的棒球環境了。那個球隊就是紐約大都會。」。背號決定與阪神時期相同為「5」。
12月27日，與藝人大河内志保結婚。1993年與她開始交往時不承認，結婚後公開發表已經同居約8年。妻子在2005年時休止了演藝活動。

### 大都會時期

#### "SHINJO"
※以下提到與美國、加拿大相關事情的日期為當地時間。
MLB第1年決定自己隻身赴美，第2年開始妻子才遷居。在MLB的3年時間，代理人由Mike Nicotera與其同僚Jean Casareccio擔當。口譯為2001年的球隊職員岩本賢一，不過2002年開始由球隊職員小島克典擔當（2003年與新庄一同移籍）。從2001年開始到現役引退，新庄與數名運動防護員締結轉屬契約。
2001年大聯盟春訓中，由於採訪新庄的日本媒體龐大數量以及新庄的高話題性，紐約時報還以「詹姆斯·狄恩來了」比喻報導。對於新庄在MLB開幕戰中的成績，球隊頒發John J. Murphy獎，開幕就在大聯盟（在MLB的3年每年都進開幕名單）。雖在球季序盤中途才出場，不過也展現了亮眼實績並定期上場，棒次為第7棒、6棒、1棒、3棒、4棒等多種棒次。在MLB的守位毎年皆為外野手的全部位置，只有這年不是中外野手主力而總是守左右外野。在4月3日開幕戰（於透納球場）對亞特蘭大勇士戰的8局上代跑，為MLB初登場，擔任代跑時出現對一壘跑者來說少見的高飛球，觸擊推進至二壘（在飛往右中間的紅土區鄰近飛球被中外野手安德魯·瓊斯接殺後），10局上首打席從Kerry Ligtenberg手中敲出首安。5日對同球隊比賽中，以第7棒、右外野手初次先發登場。9日在主場開幕對勇士戰中，從傑森·馬奎斯手中擊出第一支全壘打，同隊球員還為此列隊，以日本的方式迎接新庄這支全壘打。媒體趁著這支全壘打的機會，將新庄的姓改為名，開始使用造語「SHINJOY（SHINJOY）」，以後這個暱稱也深植人心。27日還留下亞洲人第一次死球上壘的紀錄。5月24日對佛羅里達馬林魚戰，在大比分領先中 (11-3) 的打席中，球數3壞球-0好球還擊球安打，因破壞棒球的不成文規定遭到批評，隔日對同球隊時被以觸身球砸中腳。另外在MLB的第1年裡，還發生在日本常常出現的，確信擊出全壘打將球棒高高扔出的行為（後述）、進壘時用手觸摸壘包的行為（後述），被敵隊解釋為挑釁動作，也被質疑在打席時，投手投球前將球棒高高舉起是不是在偷看捕手給的暗號（後述）。
雖然新庄左大腿有傷病，但還是繼續出場比賽。6月17日對紐約洋基戰（謝亞球場）中，為了追2分，在8局下一出局一、三壘有人的攻撃局面，擊出二壘方向滾地球，全力奔跑向一壘滑壘阻止雙殺（1分打點）。之後下個打者麥克·皮耶薩敲出逆轉決勝2分砲，這場比賽被譽為地鐵大戰屈指的名賽，不過新庄因這次跑壘傷退，被報導稱為「神風・衝刺」。不過這次跑壘被代跑後最後還是出局了，20日開始因左大腿內側（股直肌）肉分離，15天的時間都進了傷兵名單。之後在1A布魯克林旋風隊調整出賽2場，7月16日才回歸大聯盟。22日對費城費城人戰（老兵球場）6局下，一出局一壘有人局面的中外野守備機會中，Travis Lee敲出往打者之眼的高飛球，受到陽光直射影響，新庄只能背對著持續追球，最後在全壘打牆前頭也不回地接殺此球。這次守備被報導說彷彿是威利·梅斯的「The Catch」，關鍵接殺。由於收到總教練巴比·瓦倫泰等人離合器擊球手的評價，棒次被調往第3棒的情形變多，9月11日紐約市發生九一一襲擊事件之時，球隊爭奪季後賽，終局時為第4棒打者也有所貢献。
這年外野3個守位各別都有助殺紀錄，總數為12次（聯盟外野手第5名、兩聯盟新人外野手最多、球隊新人外野手歷代最多〈當時〉）。打撃因為傷勢離隊影響，未達到規定打席（在MLB的3年毎年都沒達到），不過滿壘時打擊率0.583（12打數7安打）、打點17分，勝利打點11分與皮耶薩並列球隊最多。獲得Topps All-Star Rookie Team等獎。隔年(2002年)年薪達到135萬美金，換算約當時1億3500萬日圓，為新庄初次超過1億日圓年薪。

### 巨人時期

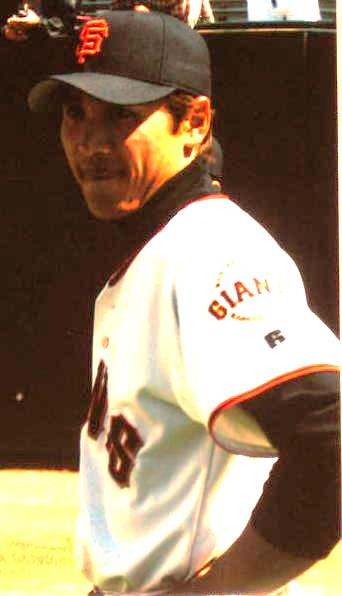
巨人時期（2002年）

2001年12月16日，新庄與内野手Desi Relaford一起，和投手Shawn Estes進行2換1的球員交易，移籍至舊金山巨人。背號仍為「5」號。
2002年，與球隊獲得時想定的一樣，由總教練達斯蒂·貝克起用為第1棒中外野手開幕。所謂第1棒打者基本上會受到指示，不要在球數少時打擊，4月下旬時因打撃不振棒次調後，直到7月下旬脫離（後述）都以第7棒等後段半次為主。5月11日對華盛頓國民戰（蒙特婁奧林匹克體育場），1分領先8局下一出局一壘有人的守備機會中，小費南多·塔提斯往右邊方向(右外野手定位附近後方)全壘打牆直撃的軟弱飛球處理，右外野手迎接期間，新庄從中外野飛奔靠近，立刻從離本壘90公尺之處傳球，一度落地但還是將跑者Troy O'Leary助殺。對這次守備興奮的一部分觀眾還亂跑進球場。比賽就這樣勝利了，還有報導稱「以新庄的肩救援成功」，對手總教練法蘭克·羅賓森亦對這次守備十分讚賞。7月，在全明星賽粉絲投票獲得100萬票以上，為國家聯盟外野手部門第4名。25日出場最後因右大腿（大腿後肌）疼痛進入15日的傷兵名單。這之後在3A弗雷斯諾灰熊隊調整出賽2場，8月13回歸大聯盟，不過下小聯盟時由於交易來外野手肯尼·洛夫頓，新庄無法坐穩中外野手的位置。回歸後先發場次大幅減少，這年的打撃成績在幾乎所有位置都比前一年下滑。不過守備留下聯盟外野手、中外野手守備率第一的紀錄。在賽季最終戰的前1場比賽中有所貢獻，獲勝的球隊獲得美國職棒大聯盟外卡驟死賽的機會，新庄不論在NPB、MLB都是第一次出場季後賽（國家聯盟冠軍賽），最終獲得聯盟優勝。
日本人選手首次出場世界大賽
10月19日，對洛杉磯天使第1戰（安那罕天使球場）中，以第9棒指定打擊出場，為日本人選手初次出場世界大賽。對於起用為指定打擊，總教練貝克說明「考慮到守備面是想讓新庄守中外野，（當時只限定在對手先發為左投時才會起用，況且第3戰-5戰並非指定打擊制）但這是為了不讓整賽季都先發出場的中外野手肯尼·洛夫頓節奏亂掉」。第2打席時從Jarrod Michael Washburn敲出日本人選手的首支安打，為一支中前安打，此時使用的球棒新庄簽名「TSU No.5」，並展示在美國國家棒球名人堂。27日，兩隊都取得3勝，迎來最終第7戰（天使球場），在追3分的9局上最後攻擊機會，只要打出全壘打即可同分的局面中新庄代打出場，但是在特洛依·帕西佛面前揮棒落空吞下三振。球隊就這樣落敗，隔年選手們才拿到國聯的冠軍戒指。這次季後賽中個人打撃成績為出場4場，8打席1支安打。
休賽季，球隊未行使隔年(2003年)的選擇權，11月15日發佈戰力外通告。

### 回鍋大都會
2003年1月11日，與老東家紐約大都會簽訂年薪60萬美金（換算約當時6000萬日圓）契約。背號接續為「5」。從巨人退隊後有MLB、NPB個球隊給出合約邀請，選擇大都會是因為待過能活用經驗，也因為是喜歡的都市的球隊。
這年新庄在開幕戰打出50打席以上的國聯球員中，留下0.426最高打擊率的紀錄
(NPB、MLB通算)，賽季最終現役引退的理由有左大腿內側傷病的影響，但主要還是對手為先發左投時才起用為先發中外野手，導致出場比賽減少的關係。5月8日，在謝亞球場對洛杉磯道奇戰中達成NPB、MLB通算100助殺（外野守備機會）。23日，在透納球場對勇士戰中，生涯唯一一次以外野手身分，將決勝的最後出局數助殺（從中外野直傳本壘刺殺追平分的跑者）。打撃成績在5月時留下最糟24打席連續無安打的紀錄，之後也持續低迷，6月28日對洋基戰雙重賽第1場比賽（洋基體育場）結束後，在MLB第3年第一次因傷兵調整以外的原因降至小聯盟（最終出場為前一日27日的同球場對戰）。那時候說了「那樣的成績還留在大聯盟真是羞恥」。這年在春訓時看見拼命努力的年輕選手，親自向球隊高層建言「想要給機會由他們代替我（出賽開幕戰）」後，除了留下消極選手的印象，也曾有與總教練Art Howe各持己見爭執的報導。7月17日，新庄被移出40人名單並發佈戰力外通告，隔日與大都會簽訂小聯盟合約。在3A諾福克潮汐（背號23）待到賽季結束，小聯盟打擊率0.324（111打數）、全壘打3支、打點9分。雖體驗了小聯盟生活各種與大聯盟的待遇落差，也與努力做夢盼望昇格的年輕選手有了一番交流，新庄曾說是棒球人生至今學到最多與最快樂的時期。休賽季時與諾福克潮汐FA，收到MLB、NPB數球隊合約邀請。不過新庄在旅美的2001年賽季前，就暗示了移籍MLB只有3年。

### 日本火腿時期
新庄決定移籍回NPB，加入下一個賽季開始轉移陣地到北海道的北海道日本火腿鬥士，以契約金4000萬日圓、年薪8000萬日圓簽下，為另外最高再給5000萬日圓加薪的2年契約（金額為推測，也有因助殺數加薪的情況）。因決定去最快給合約的球隊，那隊就是日本火腿。其它給合約邀請的球隊還有NPB的千葉羅德海洋。另外還有非官方但真是最早詢問意向的球隊讀賣巨人隊（引退後自白）。老東家阪神因外野手可用之兵變多，沒有給出合約邀請。預定入隊發表的前一日(11月19日)，在電影『絕地戰警2』的日本公開特別試映會中，非官方發表入隊。隔日(20日)依新庄的希望，由電視轉播演示簽合約的樣子。在簽約後入隊官方發表會上，介紹說有北海道等地的粉絲署名請求自己入隊。12月3日，在新根據地札幌巨蛋舉行入隊發表（正式契約後）的發表會，當初預定不公開，但因為約2000人粉絲的到場，緊急在球場公開舉辦。發表會上揭開目標「讓札幌巨蛋坐滿觀眾」「讓球隊拿到日本第一」。登錄名為「SHINJO」，背號決定為「1」，宣傳專員由荒井修光就任（直至現役引退）。另外日本火腿時期專屬防護員還在自營的針灸院擔當成員。
作為入隊初年粉絲服務的一環，全壘打後的訪談，開始特別命名其打法（一覽〈外部連結〉 （页面存档备份，存于）），另外直至隔年，在比賽前傳接球練習時，曾5度戴上面具表演，在這幾場比賽球隊留下3勝1敗1平手的成績。
2004年，從開幕至7月主要打第2棒中外野手，8月前期將棒次交給坪井智哉後，直至當年休賽季都以ビッグバン打線(BIG BUN打線，火腿球迷對自家打線暱稱)第1棒被起用。3月28日，開幕第2戰大阪巨蛋對大阪近鐵野牛戰中，從吉田豊彦手中，敲出北海道日本火腿球隊第1號全壘打。5月30日，在千代台公園野球場對西武獅戰中，對張誌家擊出NPB通算第1000支安打。

#### 全明星賽預告MVP並以盜本壘拿下
2004年，在前半球季最終球賽（札幌巨蛋）接受入隊後首次英雄台訪問，隔日訪問中，對於日本職棒全明星賽出場，宣言「MVP是我的」。7月11日，第2戰（長野奧林匹克體育場）3局下兩出局三壘有人的局面（投捕組合：原同僚福原忍、矢野輝弘、打者：同僚小笠原道大），三壘跑者的新庄在捕手於投手回接球的瞬間，啟動盜壘並滑壘至本壘。投手雖立刻傳球但因判定困難還是安全上壘，成為日職明星賽史上首次單獨盜本壘的紀錄。打擊頭盔掉落的新庄就這樣趴著，舉手投足在地面連續敲擊喜形於色。這次跑壘的前一刻，從新庄在三壘上時，三壘壘指導員松中信彦與三壘方的對手會同全中央聯盟的板凳球員古田敦也、山本昌等進行盜本壘的討論，古田、山本對新庄這次果敢行動比了個揮動的手勢發送暗號。這次比賽留下2支二壘安打的紀錄，明星賽通算打擊率0.382，在當年比完的時間點為30打席以上選手歷代第5名。另外與盗本壘決勝分加起來，新庄一共得到太平洋聯盟的全部2分得分，所以像之前宣言一樣獲得了MVP。英雄台訪問中，對這年發生的日本職棒再編成問題宣言「從現在開始，就是太平洋聯盟」。

#### 飛越跑者的再見「飛越全壘打牆」安打
2004年，因日職再編成問題發展成的日本初次職棒罷工之後的初戰，9月20日對福岡大榮鷹戰（札幌巨蛋），比賽前說道「前天與昨天無法比賽真是抱歉Joy」，並會同森本稀哲、島田一輝、石本努、坪井智哉等5名同僚外野手，戴上頭套組成『秘密戰隊五連者 』上場表演（初次與他人一起戴面具表演）。在這場爭奪季後賽而展開的比賽，4-8的比分下迎來4局下，新庄從新垣渚手裡敲出的左邊方向陽春全壘打。此外，在9局下比分9-12時將追平為12-12，即兩人出局滿壘的局面下，新庄從三瀬幸司手中敲出全壘打，與4局的全壘打同樣向著左邊全壘打牆深處的三角形空間而去。造成這局面後，一壘跑者田中幸雄太過開心以至於在二壘迎接新庄，兩人就在場上抱在一起轉圈。因為此動作，新庄超越了前一位跑者而出局（後述）。不過三壘跑者可安全上壘，到達本壘還是確立了再見比賽（勝利）（關於安全上壘，因是在兩出局時超前的第3出局數〈後述〉，先行跑者的進壘權是被確保的，本次事件中因在紀錄上不是支全壘打，在決勝分得分時比賽即為結束。據此，三壘跑者得分成了再見比賽，比數為13-12）。雖前述了「新庄出局」、「第3個出局數」，但因超前了比分，再見比賽會優先成立，紀錄上並沒有第3個出局數（這局開始登板的三瀬投球局數為2/3局。新庄的打席並非一般被刺殺出局，而是一、二壘跑者一同殘壘。）。因此在新庄的打撃數據裡，這並不是支超前的再見全壘打，根據公認野球規則9.06(f)中所載「對打者而言，只能記錄為與跑回超前分的跑者前進的壘包同樣數字的安打」，於是成了支一壘安打。雖說為史上第3例取消再見全壘打，不過取消結果為再見比賽取勝，卻還是頭一次（「參照幻の本塁打一覧」）。另外雖然滿貫全壘打變成再見安打，4分變為1分，這場比賽球隊總得分為13分，卻也還是球隊歷代最多得分的再見比賽（2016年5月14日時間點）。假若滿貫全壘打成立，會達成NPB歷代最多支的個人通算再見滿貫全壘打紀錄（當時為2支）。新庄雖出局，但也是像鑽石般光芒萬丈環繞了球場一圈，在本壘附近還遭受隊友一陣粗暴毒打祝福。此後，對新庄滿壘全壘打消失感到責任的田中謝罪，新庄以笑容回應「沒關係，反正贏了。」。英雄台訪問發言道「今天的英雄不是我，而是大家！」。此外還宣言「明天也要贏球！」，阪神時期的2場比賽在站台上說了這句話後，隔天球隊就輸了，甚至在當時被以詛咒報導，不過這次隔天也贏了。
這年，12次猛打賞（與之相對比賽球隊11勝）、打擊率0.298（聯盟第16名），各項紀錄都是生涯最佳。7月至9月每月的單月打擊率都是3成以上，從7月下旬戴上『蜘蛛人』頭套表演的那場比賽開始，連續5場次有複數安打。8月從中旬開始連續7場比賽複數安打，留下聯盟單月最多二、三壘安打紀錄（11支）。9月全部16場比賽中有15場安打，從前述罷工後的比賽開始，連續3場全壘打，單月最多全壘打7支、打點20分、得分15分，並獲得單月MVP。守備也是聯盟外野手最多272次刺殺，轉隊初年就在爭奪季後賽做出貢献，季後賽第1場比賽即為NPB季後賽初登場。11月，由粉絲投票選出出席日美棒球賽，但新庄以賽季終盤時開始右大腿內側疼痛惡化為由辭退。選定日本職棒MVP時得到記者投票第4名（球隊最多）。另外，還得到最佳九人、金手套獎、3次JA全農Go・Go賞（歷代單年最多）、日本職業運動大獎功勞獎等獎項。
2005年，以第1棒中外野手開幕，不過由於傷病(後述)，5月中旬至7月中旬主要打第5棒。4月23日，東京巨蛋對歐力士猛牛戰達成NPB、MLB通算第1500場的出賽。5月4日，西武巨蛋對西武戰中，被大沼幸二三振，為NPB、MLB通算第1000次被三振。6月5日，名古屋巨蛋的交流戰對中日戰中，從山本昌手中打出NPB、MLB通算第200支全壘打。11日，甲子園對老東家阪神戰中擊出全壘打之際，阪神隊的粉絲也拍手致意，新庄特意將這一擊命名為「感謝養育我的這個球場打法」。7月上旬開始，留下初次連續3場猛打賞的紀錄，不過19日被死球擊中後，右手小指手筋挫傷。之後因這次傷病有時會移出登錄名單，且出賽次數稀少，雖出賽日本職棒明星賽引起了話題（參照「新庄劇場」），但也只打了1個打席就結束了。
這年新庄無法達到規定打席。金手套獎雖為外野手部門最多得票，但缺席頒獎典禮，並聲明「今年我得到金手套獎很奇怪。對這1年間用心打拼要拿這座獎的選手很抱歉。明年開始，希望不要憑印象，而是憑數字票選。若不這樣，這座美妙獎項的價值就沒了。」。新庄因走完2年合約而再簽約，依其希望簽1年約，年薪金額為NPB歴代漲最多（當時），加薪2億2000萬日圓，生涯最高薪3億日圓（金額為推測）。

#### 新庄劇場
2006年，阪神時期的監督中村勝広就任歐力士監督、野村克也也就任同聯盟球隊東北樂天金鷲監督，和羅德的監督巴比·瓦倫泰（2001年大都會時期監督）合起來，能與3位恩師對戰。這1年，新庄被固定起用為第6棒中外野手。新庄提案打出「鬥士超滿場大作戰（43000人計畫）」，預告要做些什麼，並在3月25日開幕戰（對樂天，札幌巨蛋）比賽開始就守備定位之際，騎著三輪的哈雷機車進場，並在場内繞圈向著守備位置而去，接著其他的選手也各自乘上邊車的助手席，朝著守備位置而去，就這樣，在滿場的觀眾面前披露這場表演。以此為開端，這年在比賽前進行過本格表演秀的3場比賽，每場都以球隊勝利坐收。
（詳參新庄劇場）
開幕後立刻表明要引退
4月18日，東京巨蛋對歐力士戰，新庄命名第1支全壘打為「28年間已經充分享受了棒球，今年要脫下球衣打法」，在比賽中表明要在當季就現役引退。之後在英雄台訪問時再次發表引退宣言。此外在表明引退的命名之後，封印了從2004年以來持續的全壘打打法命名。表明引退之後，媒體的關注與日俱增，並將新庄在球場内外的表現形容為「新庄劇場」，連日報導。
有領汗衫問題
30日對福岡軟銀鷹戰出場時，棒球服之下穿著有領的練習用衣物，引起棒球禮儀之爭。新庄在賽前向裁判團確認是否可穿著出場，太平洋聯盟裁判長前川芳男認為「現行規則沒有明記，可作為今後討論的材料」，得到穿著的許可。從球賽中至賽後，對手球隊的監督王貞治等高層抱怨連連，裁判團協議結果為「今後比賽不可穿著出場」。
6月16日，札幌巨蛋對廣島戰中，新庄從佐佐岡真司手中敲出NPB通算第200支全壘打。7月，出席他最後的日本職棒全明星賽(明治神宮棒球場)，靠中外野守備的優異接捕獲得SANYO獎的2個獎項，並獲得優秀選手獎。8月22日，於岩手縣營棒球場對樂天戰中，從渡邉恒樹手中敲出NPB、MLB通算第1500支安打。
引退比賽與典禮
9月27日，例行賽最終戰，在札幌巨蛋對上軟銀隊，這天新庄換上當日限定背號，是最初進入職棒時的63號。就在決定球隊以例行賽第一晉級的比賽後，舉行了引退典禮。球場内熄燈，大型螢幕上播放著棒球人生的影片，中外野守備位置的新庄戴著手套靠在帽子上（日本火腿時期新庄的惯有姿勢）觀看後，將球衣、手套、護腕、毛巾放在球場上，邊流著淚下了場。脫掉球衣後露出的汗衫背後寫著「把今天、這一天、這個瞬間刻入心中的相簿，這之後也要自我地向前行掰!」，並向粉絲走去的事情也被記錄下報導。雖沒舉行演說，但離去之際大螢幕上留下「所剩無幾的棒球人生 明亮地開心地 追逐白球 就在今天 與大家約定」親筆簽名的訊息。不過球隊此時還不承認新庄引退（為了慰留他），這場典禮並非球隊舉辦的，之後才在東京發表引退聲明，為當地球迷接受。
這是新庄在NPB拿到的首次聯盟優勝，而季後賽對軟銀在札幌巨蛋的全2次比賽中，通算6打數2安打1分打點（第1戰為勝利打點）。
首度登場的日本大賽，達成日本第一引退
即便被粉絲以最多票選為日本大賽結束後11月預定舉辦的美日明星賽成員，新庄也以引退為理由辭退，表明「想在日本大賽完全燃燒」。日本大賽中對戰的中日龍球員Alex Ochoa恰好是新庄在巨人時期世界大賽對戰的天使隊球員，這兩人的對戰是首次MLB、NPB兩聯盟選手在兩邊的大賽都有對戰紀錄。這次大賽中火腿以4勝1敗睽違44年得到日本第一，新庄5場成績通算17打數6安打1打點。10月26日最終戰（於札幌巨蛋），8局下半留著眼淚的最後打席，從中里篤史手中吞下全3球速球的揮棒落空三振。最終一局的守備，二人出局情況下森本稀哲接下了Alex擊出的左飛球，決定了日本第一，他並非往全壘打牆，而是跑向也在追逐飛球的中外野手新庄，兩人就在左中外野間相擁。接著兩人在全壘打牆附近圍成一圈流淚，無法正常走路。之後，選手、高層、職員們都走向左中外野相擁，舉起身體的順序為新庄→小笠原道大→田中幸雄→舉著前老闆大社義規遺像的老闆大社啓二→總教練特雷·希爾曼。至此，新庄在日本火腿入對發表會時的2個目標「札幌巨蛋滿觀眾」與「球隊日本第一」都達成了，並脫下球衣。
隔天（7日），新庄在札幌巨蛋球場上召開引退會，以精力體力都已經到達極限為由，辭退11月亞洲職棒大賽。11月8日，得到第10次的金手套賞。大賽MVP由記者投票得到第5名。18日，札幌舉行的優勝遊行穿著私服參加，這就是作為火腿鬥士的新庄最後身姿。球季中有粉絲舉辦希望撤回引退的署名活動，球隊也接受了撤回的請求。但本人意志堅定，球隊方在後續手續中，本來勸新庄接受自由契約，但還是照本人希望讓他任意引退了。

### 引退後
引退後新庄轉職為電視藝人，另外用噴槍作畫進行藝術創作，2011年至2016年期間還參加機車越野賽(Motocross)競賽練習。

#### 成立公司
2008年1月28日，新庄剛志成立公司「レハサフ」並就任董事。業務内容為運動員、藝術家等職業的經紀，化粧品、服裝業產品的企劃販賣等。5月開始與原同事森本稀哲締結經紀契約。5月18日，福岡巨蛋的軟銀對日本火腿戰擔任開球儀式投手，作為娛樂性質地與森本展開1打席的認真對決，丟出時速145公里。11月23日，在札幌巨蛋的日本火腿粉絲感謝日設置專區，販賣自己公司如森本的商品。28日，在大倉東京酒店以「2009年 新庄剛志 全計畫」為題，預定隔年的活動（商品開發、演員、歌手、地方賽馬馬主、畫家）。
在這陣子，新庄為購買賽馬作為繪畫創作的模特兒，取得日本地方賽馬全國協會 (NAR) 馬主資格。此馬命名為「Tanoshin Joy」號，2009年9月初登場勝利（隔年也在日本中央競馬會一度登場）。他還擔任預定在隔年上映的電影『僕たちのプレイボール』執行製作人。主演小原裕貴在11月1日日本大賽日本火腿對巨人第2戰（札幌巨蛋）擔任開球投手之時，新庄也到球場上，之後這場比賽首次擔任電視上的球評解說。

#### 移居峇里島
2010年前半年之後，新庄漸漸沒在媒體上露面，就在這時移居到了印尼峇里島。決定的契機是一次CM攝影時到訪該島。機車比賽練習就以此為根據地。他也在當地創作繪畫，還向當地的孩子們進行簡單的棒球指導。
2011年8月初，被媒體捕捉到為父親守靈、出席告別式。9月8日開播的TBS節目『スパモク!!』中，新庄睽違2年上了節目，之後每次若有工作就會回日本。10月，橫濱海灣星隊預定被收購，因為收購企業為DeNA，『產經體育 』從23日開始多次報導，新庄是下任總教練最有力的人選，但並未實現。12月9日，新庄被列入日本棒球名人堂選手候補名單。
2012年11月18日阪神對巨人的引退球員比賽（於甲子園），新庄雖未出席，不過節目企劃由松村邦洋等人至峇里島自宅、還到賽車場訪問，換局空檔時在大螢幕上放映。
2017年2月20日播放的節目『しくじり先生　俺みたいになるな!!』中，新庄透露引退後移居峇里島之時，發現從選手時期一直管理自己金錢的母親熟識的實業家用完了大約20億日圓。此事告上法院後，以這位實業家宣告破産並還錢終結，結果只拿回了8000萬日圓。新庄本人在節目中闡述自己心情「是這17年間沒確認的自己的過失，交給他人管理的我才是最差勁的」「當然那金額也是，包括被背叛也很不甘心」。

### 日本火腿總教練時期
2021年，日本火腿總教練栗山英樹表示將於當年球季結束時退休。同年10月26日，媒體報導新庄剛志內定接任總教練。10月29日，日本火腿球團正式宣佈2022年球季由新庄剛志接任總教練一職，他是繼大島康德後日本火腿退役球員回鍋的總教練。11月4日，球團召開記者會，新庄穿著酒紅色西裝搭配白色大立領襯衫出席，他分發給在場記者的名片上，職稱寫的不是，而是（老大）。
2022年3月24日，正式將登錄名變更為「BIGBOSS」。同年9月28日在札幌巨蛋最後比賽後宣布登錄名更改回本名（球衣名「SHINJO」）。

## 詳細資料

### 年度別打撃成績
|           |           |      |      |      |     |      |     |    |     |      |     |    |    |    |    |     |    |    |     |     |      |      |      | OPS  |
| --------- | --------- | ---- | ---- | ---- | --- | ---- | --- | -- | --- | ---- | --- | -- | -- | -- | -- | --- | -- | -- | --- | --- | ---- | ---- | ---- | ---- |
| 1991      | 阪神      | 13   | 17   | 17   | 1   | 2    | 0   | 0  | 0   | 2    | 1   | 0  | 0  | 0  | 0  | 0   | 0  | 0  | 3   | 1   | .118 | .118 | .118 | .236 |
| 1992      | 阪神      | 95   | 378  | 353  | 39  | 98   | 16  | 3  | 11  | 153  | 46  | 5  | 2  | 3  | 0  | 18  | 0  | 4  | 73  | 11  | .278 | .320 | .433 | .753 |
| 1993      | 阪神      | 102  | 436  | 408  | 50  | 105  | 13  | 1  | 23  | 189  | 62  | 13 | 2  | 0  | 0  | 20  | 3  | 8  | 91  | 6   | .257 | .305 | .463 | .768 |
| 1994      | 阪神      | 122  | 506  | 466  | 54  | 117  | 23  | 7  | 17  | 205  | 68  | 7  | 5  | 2  | 2  | 30  | 0  | 6  | 93  | 9   | .251 | .304 | .440 | .744 |
| 1995      | 阪神      | 87   | 346  | 311  | 34  | 70   | 15  | 3  | 7   | 112  | 37  | 6  | 4  | 2  | 2  | 26  | 1  | 5  | 76  | 6   | .225 | .294 | .360 | .654 |
| 1996      | 阪神      | 113  | 473  | 408  | 55  | 97   | 16  | 4  | 19  | 178  | 66  | 2  | 2  | 1  | 3  | 55  | 6  | 6  | 106 | 10  | .238 | .335 | .436 | .771 |
| 1997      | 阪神      | 136  | 539  | 482  | 62  | 112  | 17  | 3  | 20  | 195  | 68  | 8  | 4  | 0  | 4  | 44  | 0  | 9  | 120 | 7   | .232 | .306 | .405 | .711 |
| 1998      | 阪神      | 132  | 451  | 414  | 39  | 92   | 21  | 3  | 6   | 137  | 27  | 1  | 2  | 4  | 2  | 25  | 4  | 6  | 65  | 4   | .222 | .275 | .331 | .606 |
| 1999      | 阪神      | 123  | 507  | 471  | 53  | 120  | 21  | 7  | 14  | 197  | 58  | 8  | 2  | 2  | 1  | 23  | 2  | 10 | 72  | 21  | .255 | .303 | .418 | .721 |
| 2000      | 阪神      | 131  | 549  | 511  | 71  | 142  | 23  | 1  | 28  | 251  | 85  | 15 | 6  | 3  | 2  | 32  | 7  | 1  | 93  | 10  | .278 | .321 | .491 | .812 |
| 2001      | 大都會    | 123  | 438  | 400  | 46  | 107  | 23  | 1  | 10  | 162  | 56  | 4  | 5  | 4  | 2  | 25  | 3  | 7  | 70  | 8   | .268 | .320 | .405 | .725 |
| 2002      | 巨人      | 118  | 398  | 362  | 42  | 86   | 15  | 3  | 9   | 134  | 37  | 5  | 0  | 3  | 3  | 24  | 2  | 6  | 46  | 5   | .238 | .294 | .370 | .664 |
| 2003      | 大都會    | 62   | 124  | 114  | 10  | 22   | 3   | 0  | 1   | 28   | 7   | 0  | 1  | 2  | 1  | 6   | 1  | 1  | 12  | 0   | .193 | .238 | .246 | .483 |
| 2004      | 日本火腿  | 123  | 544  | 504  | 88  | 150  | 28  | 3  | 24  | 256  | 79  | 1  | 3  | 12 | 4  | 15  | 0  | 9  | 58  | 6   | .298 | .327 | .508 | .835 |
| 2005      | 日本火腿  | 108  | 406  | 380  | 54  | 91   | 20  | 1  | 20  | 173  | 57  | 5  | 1  | 5  | 2  | 14  | 1  | 5  | 64  | 6   | .239 | .274 | .455 | .729 |
| 2006      | 日本火腿  | 126  | 477  | 438  | 47  | 113  | 21  | 0  | 16  | 182  | 62  | 2  | 6  | 10 | 3  | 24  | 3  | 2  | 76  | 8   | .258 | .298 | .416 | .716 |
| NPB：13年 | NPB：13年 | 1411 | 5629 | 5163 | 647 | 1309 | 234 | 36 | 205 | 2230 | 716 | 73 | 39 | 44 | 25 | 326 | 27 | 71 | 990 | 105 | .254 | .305 | .432 | .737 |
| MLB：3年  | MLB：3年  | 303  | 960  | 876  | 98  | 215  | 41  | 4  | 20  | 324  | 100 | 9  | 6  | 9  | 6  | 55  | 6  | 14 | 128 | 13  | .245 | .299 | .370 | .668 |

- 各年度的粗體字為聯盟最高

### 年度別守備成績
内野守備
| 年 度 | 球 隊 | 遊撃 (SS) | 遊撃 (SS) | 遊撃 (SS) | 遊撃 (SS) | 遊撃 (SS) | 遊撃 (SS) | 三壘手 (3B) | 三壘手 (3B) | 三壘手 (3B) | 三壘手 (3B) | 三壘手 (3B) | 三壘手 (3B) | 二壘手 (2B) | 二壘手 (2B) | 二壘手 (2B) | 二壘手 (2B) | 二壘手 (2B) | 二壘手 (2B) |
| 年 度 | 球 隊 | 出 賽     | 刺 殺     | 助 殺     | 失 誤     | 雙 殺     | 守 備 率  | 出 賽       | 刺 殺       | 補 殺       | 失 誤       | 雙 殺       | 守 備 率    | 出 賽       | 刺 殺       | 補 殺       | 失 誤       | 雙 殺       | 守 備 率    |
| ----- | ----- | --------- | --------- | --------- | --------- | --------- | --------- | ----------- | ----------- | ----------- | ----------- | ----------- | ----------- | ----------- | ----------- | ----------- | ----------- | ----------- | ----------- |
| 1991  | 阪神  | 8         | 6         | 10        | 3         | 2         | .842      | -           | -           | -           | -           | -           | -           | -           | -           | -           | -           | -           | -           |
| 1992  | 阪神  | 9         | 9         | 18        | 0         | 3         | 1.000     | 26          | 13          | 47          | 6           | 3           | .909        | -           | -           | -           | -           | -           | -           |
| 1999  | 阪神  | -         | -         | -         | -         | -         | -         | -           | -           | -           | -           | -           | -           | 1           | 0           | 1           | 0           | 0           | 1.000       |
| 2000  | 阪神  | 2         | 0         | 3         | 0         | 0         | 1.000     | 1           | 0           | 0           | 0           | 0           | ----        | 2           | 0           | 0           | 0           | 0           | ----        |
| 通算  | 通算  | 19        | 15        | 31        | 3         | 5         | .939      | 27          | 13          | 47          | 6           | 3           | .909        | 3           | 0           | 1           | 0           | 0           | 1.000       |

外野守備
| 年 度     | 球 隊     | 左外野手 (LF) | 左外野手 (LF) | 左外野手 (LF) | 左外野手 (LF) | 左外野手 (LF) | 左外野手 (LF) | 中外野手 (CF) | 中外野手 (CF) | 中外野手 (CF) | 中外野手 (CF) | 中外野手 (CF) | 中外野手 (CF) | 右外野手 (RF) | 右外野手 (RF) | 右外野手 (RF) | 右外野手 (RF) | 右外野手 (RF) | 右外野手 (RF) | 外野手 (OF) | 外野手 (OF) | 外野手 (OF) | 外野手 (OF) | 外野手 (OF) | 外野手 (OF) |
| 年 度     | 球 隊     | 出 賽         | 刺 殺         | 補 殺         | 失 誤         | 雙 殺         | 守 備 率      | 出 賽         | 刺 殺         | 補 殺         | 失 誤         | 雙 殺         | 守 備 率      | 出 賽         | 刺 殺         | 補 殺         | 失 誤         | 雙 殺         | 守 備 率      | 出 賽       | 刺 殺       | 補 殺       | 失 誤       | 雙 殺       | 守 備 率    |
| --------- | --------- | ------------- | ------------- | ------------- | ------------- | ------------- | ------------- | ------------- | ------------- | ------------- | ------------- | ------------- | ------------- | ------------- | ------------- | ------------- | ------------- | ------------- | ------------- | ----------- | ----------- | ----------- | ----------- | ----------- | ----------- |
| 1992      | 阪神      | -             | -             | -             | -             | -             | -             | 65            | 127           | 8             | 1             | 1             | .993          | -             | -             | -             | -             | -             | -             | 65          | 127         | 8           | 1           | 1           | .993        |
| 1993      | 阪神      | -             | -             | -             | -             | -             | -             | 102           | 236           | 13            | 6             | 1             | .976          | -             | -             | -             | -             | -             | -             | 102         | 236         | 13          | 6           | 1           | .976        |
| 1994      | 阪神      | -             | -             | -             | -             | -             | -             | 120           | 289           | 4             | 1             | 0             | .997          | -             | -             | -             | -             | -             | -             | 120         | 289         | 4           | 1           | 0           | .997        |
| 1995      | 阪神      | -             | -             | -             | -             | -             | -             | 87            | 206           | 5             | 3             | 3             | .986          | -             | -             | -             | -             | -             | -             | 87          | 206         | 5           | 3           | 3           | .986        |
| 1996      | 阪神      | -             | -             | -             | -             | -             | -             | 111           | 248           | 6             | 4             | 1             | .984          | -             | -             | -             | -             | -             | -             | 111         | 248         | 6           | 4           | 1           | .984        |
| 1997      | 阪神      | -             | -             | -             | -             | -             | -             | 135           | 276           | 13            | 6             | 1             | .980          | -             | -             | -             | -             | -             | -             | 135         | 276         | 13          | 6           | 1           | .980        |
| 1998      | 阪神      | -             | -             | -             | -             | -             | -             | 124           | 268           | 12            | 4             | 5             | .986          | -             | -             | -             | -             | -             | -             | 124         | 268         | 12          | 4           | 5           | .986        |
| 1999      | 阪神      | -             | -             | -             | -             | -             | -             | 121           | 247           | 8             | 3             | 2             | .988          | -             | -             | -             | -             | -             | -             | 121         | 247         | 8           | 3           | 2           | .988        |
| 2000      | 阪神      | -             | -             | -             | -             | -             | -             | 129           | 251           | 8             | 3             | 3             | .989          | -             | -             | -             | -             | -             | -             | 129         | 251         | 8           | 3           | 3           | .989        |
| 2001      | 大都會    | 46            | 68            | 8             | 2             | 3             | .974          | 53            | 123           | 3             | 0             | 0             | 1.000         | 39            | 65            | 1             | 1             | 0             | .985          | 119         | 256         | 12          | 3           | 3           | .989        |
| 2002      | 巨人      | 1             | 1             | 0             | 0             | 0             | 1.000         | 108           | 275           | 10            | 6             | 3             | .979          | 10            | 10            | 0             | 0             | 0             | 1.000         | 117         | 286         | 10          | 6           | 3           | .980        |
| 2003      | 大都會    | 7             | 8             | 0             | 0             | 0             | 1.000         | 50            | 90            | 5             | 3             | 1             | .969          | 1             | 0             | 0             | 0             | 0             | ----          | 54          | 98          | 5           | 3           | 1           | .972        |
| 2004      | 日本火腿  | -             | -             | -             | -             | -             | -             | 122           | 272           | 8             | 5             | 1             | .982          | -             | -             | -             | -             | -             | -             | 122         | 272         | 8           | 5           | 1           | .982        |
| 2005      | 日本火腿  | -             | -             | -             | -             | -             | -             | 106           | 212           | 3             | 2             | 0             | .991          | -             | -             | -             | -             | -             | -             | 106         | 212         | 3           | 2           | 0           | .991        |
| 2006      | 日本火腿  | -             | -             | -             | -             | -             | -             | 126           | 271           | 4             | 3             | 0             | .989          | -             | -             | -             | -             | -             | -             | 126         | 271         | 4           | 3           | 0           | .989        |
| NPB：12年 | NPB：12年 | -             | -             | -             | -             | -             | -             | 1348          | 2903          | 92            | 41            | 18            | .986          | -             | -             | -             | -             | -             | -             | 1348        | 2903        | 92          | 41          | 18          | .986        |
| MLB：3年  | MLB：3年  | 54            | 77            | 8             | 2             | 3             | .977          | 211           | 488           | 18            | 9             | 4             | .983          | 50            | 75            | 1             | 1             | 0             | .987          | 290         | 640         | 27          | 12          | 7           | .982        |

- 各年度的粗體字為聯盟該守備位置最高
- NPB時期為聯盟中外野手最高並沒有公開發表，因此在NPB時雖為聯盟各年度的中外野手最高，但只有外野手最高才標示粗體[197]
- NPB時期的粗體字年為金手套獎得主

## 監督（總教練）時期

### 歷年成績
| 年度 | 排名 | 出賽 | 勝 | 敗 | 和 | 勝率 | 勝差 | 球隊全壘打 | 球隊打擊率 | 球隊防禦率 | 球隊 |
| ---- | ---- | ---- | -- | -- | -- | ---- | ---- | ---------- | ---------- | ---------- | ---- |
| 2022 | 6位  | 143  | 59 | 81 | 3  | .421 | 16.5 | 100        | .234       | 3.46       | 火腿 |
| 2023 | 6位  | 143  | 60 | 82 | 1  | .423 | 27.5 | 100        | .231       | 3.08       | 火腿 |
| 2024 | 2位  | 143  | 75 | 60 | 8  | .556 | 13.5 | 111        | .245       | 2.94       | 火腿 |

排名欄顯示為1代表球隊奪得「日本一」（日本大賽優勝）。

### 背號
- 63 （1991年－1992年）
- 5 （1993年–2003年）
- 1 （2004年－2006年、2022年–）

## 獎項
NPB
- 最佳九人：3次（外野手部門：1993年、2000年、2004年）
- 金手套獎：10次（外野手部門：1993年、1994年、1996年 - 2000年、2004年 - 2006年） ※獲獎次數為歷代第4・外野手部門歷代第3。阪神時期獲獎7次為球隊歷代最多[199]（2020年引用時間點）。
- 日職單月MVP（日语：最優秀選手(日本プロ野球)#オールスターゲームMVP）：2次（野手部門：1999年5月、2004年9月）
- 優秀JCB・MEP賞（日语：JCB・MEP賞）：3次（1993年、1994年、2000年）
- JA全農Go・Go賞（日语：JA全農Go・Go賞）：6次（好捕獎：1992年6月、1995年6月、2004年6月 最多二・三壘安打獎：2004年8月 強肩獎：1997年9月、2004年9月） ※獲獎次數歷代最多。2004年獲獎3次和柴原洋（2001年）並肩歷代單年最多。1992年6月的好捕獎是作為内野手。
- 札幌巨蛋MVP（日语：札幌ドーム#札幌ドームMVP賞）：1次（棒球部門：2004年） ※初代得獎者。
- 日本職棒全明星賽MVP：2次（1999年第3戰、2004年第2戰）
- 日本職棒全明星賽優秀選手獎：3次（1999年第2戰、2000年第3戰、2006年第1戰）
- 中央聯盟・STAR大獎：1次（1998年）[註 8]
- 日本職業運動大獎功勞獎：1次（2004年）[201]
- ゴールデン・アロー獎：1次（運動獎：2006年）
- サンスポMVP大獎[202]
  - 大獎：1次（1993年）
  - 新人獎（1992年）
- Sportsnavi・Award大獎：1次（2006年） ※Yahoo! JAPAN主辦。[203]

MLB
- Topps All-Star Rookie Team（英语：Topps All-Star Rookie Team）（外野手部門：2001年）[註 14]
- Baseball Digest（英语：Baseball Digest）（外野手部門：2001年）[204]
- John J. Murphy獎（2001年）[註 12]

## 註解
1. 1 2  1998年世界大賽伊良部秀輝為板凳球員但未出場。
2. ↑  James Douglas Jennings登錄為D・J為首位外國人選手，日本人要到2004年，新才與改名成「G.G.佐藤」的佐藤隆彥一起首次登錄[8]。
3. ↑  二軍選手中各球隊選出2位，阪神另一位選出嶋尾康史。
4. ↑  母親為了阻止兒子引退，擅自決定要傳達丈夫身體比實際狀況不佳的消息，哄騙了新庄。[46]
5. ↑  1992年6月創設。後年變成球隊應援組織。
6. ↑  1995年時任意引退可向MLB球隊移籍，不需要自由契約（「参照Posting system」）。
7. ↑  事前就有協議請求，無論是阪神應援團還是其他的中央聯盟球隊應援團都不要應援新庄[58][59]。
8. 1 2  中央聯盟開幕戰MVP。[200]
9. ↑  1992年從一軍初次守中外野就是在這個球場，隔年(2000年)也同様出現漏接滾地球的失誤，1999年 - 2000年的全部6次失誤中也包含傳球失誤，1年就有1場在此球場中連續2年發生漏球失誤。[67]
10. 1 2 3 4  2001年開始2年都加薪，球隊在第3年（2003年）有選擇權決定去留。激勵獎金在第2年以後用日圓換算（當時）年薪可能會有億元，附帶事項是契約結束時FA能有特例。[87][88][89]
11. ↑  2003年開始，也擔任2004年後新庄日本火腿時期的指揮官特雷·希爾曼的口譯。
12. 1 2  紐約大都會的開幕戰新人獎。球隊擔當記者投票選出。[205]
13. ↑  這年開始歸於大都會麾下，改為此球隊名以來，新庄為球隊第一名大聯盟選手，為了記念還在根據地布鲁克林MCU Park中展示背號5號球衣。[101]
14. 1 2  通稱「新人最佳九人」。對象為兩聯盟中的新人選手，分為各守備位置，由各球隊教練投票選出。
15. 1 2  參照日本プロフェッショナル野球協約[129]，依新庄從大聯盟FA回歸至NPB的年份，回歸時的契約年薪須以旅美前最終年的年薪（2000年：推測7800萬日圓）為基準設上限。因此從2004年開始的2年契約年薪（基本年薪推測8000萬日圓），球隊評價金額給太少，將這2年契約的差額，補到2006年終。[130]
16. ↑  單獨盜本壘的企圖也是史上首次。亦是新庄棒球生涯首次企圖盜本壘。[145][146]
17. ↑  佐佐岡是1991年新庄在阪神時期，日職首次先發出場比賽中吞下職棒首次三振的對手，也是同期選秀，互有緣分，1998年吞下佐佐岡的通算第1000次奪三振。
18. 1 2  2024年球季結束在太平洋聯盟戰績第2，但於高潮系列賽（季後賽）第二階段敗給福岡軟銀鷹隊。